# Нуцлео Казе Спарсе (Торино)
Нуцлео Казе Спарсе је насеље у Италији у округу Торино, региону Пијемонт.
Према процени из 2011. у насељу је живело 11 становника. Насеље се налази на надморској висини од 268 м.